# Davor Viduka
Davor Viduka je hrvatski glazbenik, autor, producent i gitarist. Stalni je član Hrvatskog društva skladatelja, Hrvatske glazbene unije i od 2019. godine ima status slobodnog umjetnika, kao skladatelj.

## Životopis
Davor Viduka već sa sedam godina počeo je samostalno učiti svirati gitaru,a sa samo 16 godina stupio je na zagrebačku glazbenu scenu formirajući rockabilly,punk-rock sastav Greaseballs.Oni postaju jedna od najpopularnijih demo grupa na području bivše države,što potvrđuju brojni koncertu po cijeloj državi ali i dvadesetak koncerata u legendarnom klubu „Kulušić"
Njihov uzlet nije promakao najvećoj diskografskoj kući „Jugoton",pa Greaseballsi potpisuju ugovor te snimaju cijeli debi album koji je trebao izaći u listopadu1990,godine ali tada većina članova dobiva poziv za vojsku te se izdavanje albuma odgađa a kasnije i prekida zbog početka ratnih zbivanja na prostorima bivše Jugoslavije.
U drugoj polovici 1991.godine prihvaća ulogu gitarista u grupi Majke u kojima svira za vrijeme albuma „Razdor" godinu dana.U Majkama ponovo svira i 1995.godine te objavljuju Live album u Sloveniji „V živo na Štuki", Dallas Records, 
Krajem 1992. godine osniva grupu Kojoti koji su snimili tri albuma: "Kojoti" (1995.), "Halucinacija" i "Sex Disco Kung Fu" (1998.) za koji su dobili nominaciju za alternativni rock album godine u izdanju Dancing Beara.
Najpoznatije pjesme ovog sastava su "Sto milja daleko od nje", "Razuzdan i lud", "Hodala je pola metra iznad zemlje", "Halucinacija", "Izgubljen u svemiru", "Zajaši zmaja" i "Trese, lupa, udara" i druge. 
1993 svira gitaru u Pips, Chips & Videoclipsima. 
Dok je svirao u Kojotima ušao je par godina za redom u uži izbor za Najboljeg gitarista za nagradu Status. Sastav je prestao s djelovanjem 2000. godine.
Nakon raspada Kojota, Viduka je udružen s Đanom Šegon osnovao Free Tibet, te je počeo svirati Dub sa sastavom Abrakha-Dub-R (iz kojeg će kasnije nastati Brkovi).
Za grupu Central problem napisao je pjesmu „Zagor“ koji je objavljen na albumu ‘149’ 1996. godine i koji danas slovi za jednu od prvih rap pjesama na ovim područjima. 
Na istom albumu je njegova pjesma „King of the dance floor" koja je dio soundtracka za film 'Mondo Bobo' 
2004. skladao je glazbu za pjesmu „Ne daj“, za Natali Dizdar.te još par pjesama za njen debitantski album „Natali Dizdar",Croatia Records 
Te iste godine u ljeto pjesma „Ne daj" izlazi kao njen prvi službeni singl i odmah uspijeva osvojiti gotovo sve top-ljestvice, te biva nagrađen Zlatnom Kooglom za pjesmu godine, nagradom HR Top 20 za najbolje plasiranu pjesmu na top-ljestvicama tijekom godine, kao i trima nominacijama i osvojenim Porinom za aražman pjesme.
Pjesma „Ne daj" smatra se za najuspješnijim, domaćim singlom 2004. godine
Osim s Natali, kao autor glazbe i teksta surađuje i s pjevačicom Đanom Šegon na albumu „Luna", iz 2008. godine..Menart.
2016. godine s Ivanom Rushaidat surađuje kao autor glazbe i stihova na njenom singlu „Ne dam te“, kao i na drugim pjesmama za njen debitantski album.
2000.godine nakon raspada Kojota pridružuje se grupi Kawasaki 3P i s njima do sada objavljuje tri autorska albuma: "Kawasaki 3p" (2003.) i "Idu Bugari" (2009.), "Goli zbog pasa" (2015.) i jedan Live CD/DVD„ 25xLive Teatar&TD" (2019.) .
Osvojili su dva Porina, Crnog mačka, Davorina i sedam Zlatnih koogli. Iznjedrili su brojne hitove, od "Snifa San Glu","Kak Si Pa Tak", "Antonija", preko "Ni da ni ne", "Puta madre", "Niskarastaman", "Mate Parlov" do novijih "Jebotext", "Loš, zao", "3 problema", "Kristin", itd. Album "Goli zbog pasa" je ubrzo nakon objavljivanja dospio na prvo mjesto najprodavanijih domaćih albuma gdje se zadržao nekoliko tjedana. Kawasaki 3P su ušli u sam vrh regionalne rock scene, što su dokazali i s desetak koncerata u Tvornici Kulture.Također i u Dvorištu 'Jedinstvo' pred 3000 ljudi,što je do 'Doma Sportova' 2017.bio najveći Kawasaki 3P koncert.
Kawasaki 3P je kao prvenstveno 'Live band' osim stotina solo koncerata,odsvirao je i koncerte na svim velikim i bitnim Festivalima u regiji,ne nekima i više puta.(Exit,Inn Music,DOF,Terraneo itd)
24. rujna 2016. godine konačno također za Dancing Bear objavljuje album svog prvog sastava Greaseballs koji izlazi u CD i LP formatu i na kojem je Viduka većinski autor i producent.
28.01.2017. nakon puno poziva publike i organizatora ponovo okuplja grupu Kojoti i sviraju prvi povratnički koncert na festivalu Brijačnica. Nakon toga bend dobiva jako veliki broj ponuda i cijelu 2017. i veliki dio 2018. sviraju po Hrvatskoj i regiji.
Prije prvog povratničkog solo koncerta Tvornici 09.12.2017. Dancing Bear objavljuje luksuzno opremljen Bokset Kojota „Dragocjeno Raskošno Blistavo" koji sadrži sva tri albuma iz '90tih i puno bonusa između kojih su i prve nove pjesme nakon zadnjeg albuma: „Mi ne pripadamo tu" i „Nova Riječ".
2018. band intenzivno radi na novom albumu i za poklonike vinila objavljuje kompilacijski LP „Najboljih 11" koji sadrži 10 najvećih hitova Kojota i treću novu pjesmu „Ljubav u kvaru".
Prvog ožujka 2019.godine Kojoti objavljuju potpuno novi album„ Sve je pod kontrolom?'",Dancing Bear na kojem je Davor Viduka autor glazbe i tekstova i producent .
Album neki kritičari proglašavaju: 'Najboljim povratničkim albumom ikada na našoj sceni', 'Najkvalitetnijim albumom u opusu banda', te je nominiran za Porin u kategoriji : Najbolji rock akbum 2019. a Kojoti ostatak godine provode promovirajući ga.
28. svibnja 2019. Kawasaki 3P objavljuje Live CD i DVD '25xLive Teatar&TD'.
Za dječju emisiju ‘Jura Hura’ koja se prikazivala na Hrvatskoj radioteleviziji skladao je sa Kawasaki 3P-om naslovnu pjesmu.
Za dokumentarno putopisni serijal Sretni gradovi, autorice Martine Validžić koja se prikazuje od 2023.godine na Hrvatskoj Televiziji je napravio glazbu za uvodnu temu.
Uz autorski i izvođački rad, bavi se i produkcijom te je do sada producirao tri albuma : Porinom nagrađen „Idu Bugari" Kawasaki 3P-a i prvi album grupe„ Greaseballs".kao i za hvaljeni povratnički album Kojota „Sve je pod kontrolom?",kao i za neke druge izvođače.
Viduka je kao autor pod eksluzivnim ugovorom s diskografskom kućom Dancing Bear ,za koje objavljuje sve albume od prvih dana do danas. Prvi album Kojota ujedno je prvi rock album koji je objavio Dancing Bear.
Kada se ne bavi glazbom Davor Viduka je s obitelji prvi proizvođač kupina,Kupinovog vina'Marin' i proizvoda od kupina u Zagrebu i okolici. Povremeno u zagrebačkim klubovima pušta muziku kao DJ Vodeno oko.
Poznat je i kao veliki ljubitelj životinja,poglavito pasa,koje ima cijeli život.Kawasaki 3P i Udruga za dobrobit i zaštitu životinja Indigo pokrenuli si zajedničku akciju 'Udomi me'

## Diskografija:
1990.‘Blue Moon’, Jugoton, Greaseballs
1995.’V živo na Štuki’, Dallas Records, Majke
1995.‘Kojoti’, Dancing Bear, Kojoti
1996.’Halucinacija‘, Dancing Bear, Kojoti
1996.’149‘-'Helidon’, Central Problem
1998.’Sex Disko Kung Fu’, Dancing Bear, Kojoti
2003.’Kawasaki 3P’, Dancing Bear, Kawasaki 3P
2005.’Natali Dizdar‘, Croatia Records, Natali Dizdar
2005.'Mupov-ska', EP, Dancing Bear, Kawasaki 3P
2008.’Luna‘, Menart, Đana Šegon & Superneon
2009.’Idu Bugari‘, Dancing Bear, Kawasaki 3P
2012.Idu Bugari‘, LP Reizdanje, Dancing Bear, Kawasaki 3P
2015.’Goli zbog pasa‘, Dancing Bear. Kawasaki 3P
2016.’Greaseballs’, Dancing Bear, Greaseballs
2017.'Dragocjeno Raskošno Blistavo' ,Dancing Bear- 3CD Boxet,Kojoti
2018.'Najboljih 11',Dancing Bear-Kompilacija,Kojoti
2019.'Sve je pod kontrolom?',Dancing Bear-Kojoti
2019.'Live CD i DVD '25xLive Teatar&TD'.Dancing Bear-Kawasaki 3P
2023. 'Tilt' ,Internetsko izdanje - Davor Viduka

## Nagrade
1. nagrada Porin za album ‘Kawasaki 3P’ -2004.godine
2. nagrada Crni mačak za album ‘Kawasaki 3p’ -2004.godine
3. 7 nagrada Zlatna Koogla u 7 kategorija za album ‘Idu Bugari’ Kawasaki 3P - 2010.godine
4. nagrada Porin za pjesmu ‘Ne daj’ Natali Dizdar - 2005.godine
5. nagrada Zlatna Koogla za pjesmu ‘Ne daj’ Natali Dizdar u kategoriji ‘hit godine’ -2005.godine
6. nagrada HR Top 20 za pjesmu ‘Ne daj’ Natali Dizdar - 2005.godine
7. nagrada Porin za album ‘Idu Bugari’ Kawasaki 3P -2010.godine
8. nagrada Davorin za album ‘Idu Bugari’ -2010.godine
9. nagrada Mega Muzika za album ‘Greaseballs’ u kategoriji najbolji Debitantski album -2017.

Uz osvojene nagrade, Davor Viduka je osvojio još osam nominacija za nagradu Porin u raznim kategorijama.

## Vanjske poveznice
- http://www.hds.hr/clan/viduka-davor/
- https://www.discogs.com/artist/758754-Davor-Viduka
- https://diskografija.com/umjetnik/davor-viduka.htm
- http://strazarni-lopov.blogspot.com/2012/11/davor-viduka-intervju-2012.html